# Stoczek Łukowski
Stoczek Łukowski là một thị trấn thuộc huyện Łukowski, tỉnh Lubelskie ở đông-nam Ba Lan. Thị trấn có diện tích 9 km². Đến ngày 1 tháng 1 năm 2011, dân số của thị trấn là 2721 người và mật độ 297 người/km².